# Západní Německo na Letních olympijských hrách 1976
Západní Německo na Letních olympijských hrách 1976 v kanadském Montréalu reprezentovalo 290 sportovců (233 mužů a 57 žen) v 20 sportech.

## Medailisté
| Medaile | Jméno                                                                          | Sport                | Disciplína                                                |
| ------- | ------------------------------------------------------------------------------ | -------------------- | --------------------------------------------------------- |
| Zlato   | Annegret Richterová                                                            | Atletika             | Ženy běh na 100 m                                         |
| Zlato   | Gregor Braun                                                                   | Cyklistika           | Muži 4000 m stíhací závod (jednotlivci)                   |
| Zlato   | Gregor Braun Hans Lutz Günther Schumacher Peter Vonhof                         | Cyklistika           | Družstvo mužů 4000 m stíhací závod                        |
| Zlato   | Alwin Schockemöhle                                                             | Jezdectví            | Parkurové skákání - jednotlivci                           |
| Zlato   | Harry Boldt Gabriela Grillo Reiner Klimke                                      | Jezdectví            | Drezura - družstva                                        |
| Zlato   | Thomas Bach Matthias Behr Harald Hein Klaus Reichert Erik Sens-Gorius          | Šerm                 | Fleret - družstvo                                         |
| Zlato   | Alexander Pusch                                                                | Šerm                 | Kord - jednotlivci                                        |
| Zlato   | Karl-Heinz Smieszek                                                            | Sportovní střelba    | Muži 50 metrů libovolná malorážka 60 ran vleže            |
| Zlato   | Eckart Diesch Jörg Diesch                                                      | Jachting             | Muži třída Flying Dutchman                                |
| Zlato   | Harro Bode Frank Hübner                                                        | Jachting             | Muži třída 470                                            |
| Stříbro | Guido Kratschmer                                                               | Atletika             | Muži desetiboj                                            |
| Stříbro | Annegret Richterová                                                            | Atletika             | Ženy běh na 200 m                                         |
| Stříbro | Inge Heltenová Annegret Kroniger Elvira Poßekel Annegret Richterová            | Atletika             | Ženy štafeta 4 × 100 m                                    |
| Stříbro | Marion Beckerová                                                               | Atletika             | Ženy hod oštěpem                                          |
| Stříbro | Otto Ammermann Herbert Blöcker Helmut Rethemeier Karl Schultz                  | Jezdectví            | Jezdecká všestrannost - družstvo                          |
| Stříbro | Alwin Schockemöhle Paul Schockemöhle Sönke Sönksen Hans Günter Winkler         | Jezdectví            | Parkurové skákání - družstva                              |
| Stříbro | Harry Boldt                                                                    | Jezdectví            | Drezura - jednotlivci                                     |
| Stříbro | Jürgen Hehn                                                                    | Šerm                 | Kord - jednotlivci                                        |
| Stříbro | Reinhold Behr Volker Fischer Jürgen Hehn Hannes Jana Alexander Pusch           | Šerm                 | Kord - družstvo                                           |
| Stříbro | Günther Neureuther                                                             | Judo                 | Muži těžká do 93 kg                                       |
| Stříbro | Peter-Michael Kolbe                                                            | Veslování            | Muži skif                                                 |
| Stříbro | Ulrich Lind                                                                    | Sportovní střelba    | Muži 50 metrů libovolná malorážka 60 ran vleže            |
| Bronz   | Paul-Heinz Wellmann                                                            | Atletika             | Muži běh na 1 500 m                                       |
| Bronz   | Klaus-Peter Hildenbrand                                                        | Atletika             | Muži běh na 5 000 m                                       |
| Bronz   | Bernd Herrmann Franz-Peter Hofmeister Lothar Krieg Harald Schmid               | Atletika             | Muži štafeta 4 × 400 m                                    |
| Bronz   | Inge Heltenová                                                                 | Atletika             | Ženy běh na 100 m                                         |
| Bronz   | Reinhard Skricek                                                               | Box                  | Muži váha lehká střední do 67 kg                          |
| Bronz   | Karl Schultz                                                                   | Jezdectví            | Jezdecká všestrannost - jednotlivci                       |
| Bronz   | Reiner Klimke                                                                  | Jezdectví            | Drezura - jednotlivci                                     |
| Bronz   | Eberhard Gienger                                                               | Sportovní gymnastika | Muži hrazda                                               |
| Bronz   | Thomas Strauß Peter van Roye                                                   | Veslování            | Muži dvojka bez kormidelníka                              |
| Bronz   | Hans-Johann Färber Siegfried Fricke Ralph Kubail Peter Niehusen Hartmut Wenzel | Veslování            | Muži čtyřka s kormidelníkem                               |
| Bronz   | Edith Eckbauer Thea Einöder                                                    | Veslování            | Ženy dvojka bez kormidelníka                              |
| Bronz   | Werner Seibold                                                                 | Sportovní střelba    | Muži 50 metrů libovolná malorážka 3×40 ran polohový závod |
| Bronz   | Peter Nocke                                                                    | Plavání              | Muži 100 m volný způsob                                   |
| Bronz   | Michael Kraus Walter Kusch Peter Nocke Klaus Steinbach                         | Plavání              | Muži štafeta 4 × 100 m polohový závod                     |
| Bronz   | Karl-Heinz Helbing                                                             | Zápas                | muži, řecko-římský do 74 kg                               |
| Bronz   | Adolf Seger                                                                    | Zápas                | muži, volný styl do 82 kg                                 |
| Bronz   | Jörg Schmall Jörg Spengler                                                     | Jachting             | Muži třída Tornado                                        |